# البريجات
قرية البريجات هي إحدى القرى التابعة لمركز كوم حمادة في محافظة البحيرة في جمهورية مصر العربية. حسب إحصاءات سنة 2006، بلغ إجمالي السكان في البريجات 21293 نسمة، منهم 10989 رجل و10304 امرأة.

## التاريخ
قرية البريجات من القرى القديمة، وأصلها من توابع ناحية الطرانة، ثم فُصلت عنها في العصر العثماني في تربيع سنة 933هـ/1527م، كما ورد اسمها في دليل سنة 1224هـ/1809م.